# Sándor Bauer

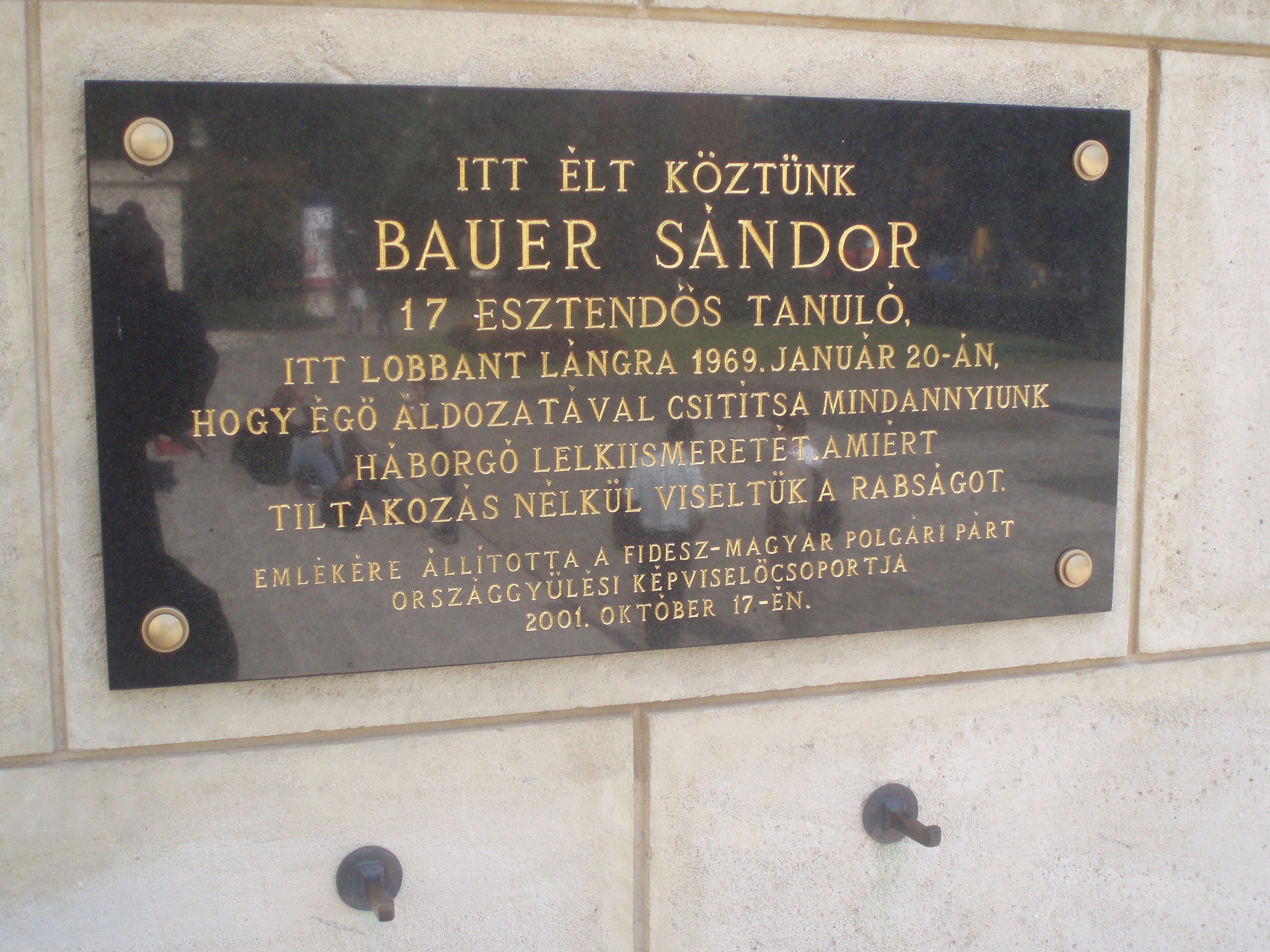
Pamětní deska na zdi Národní muzea v Budapešti instalovaná 17. října 2001

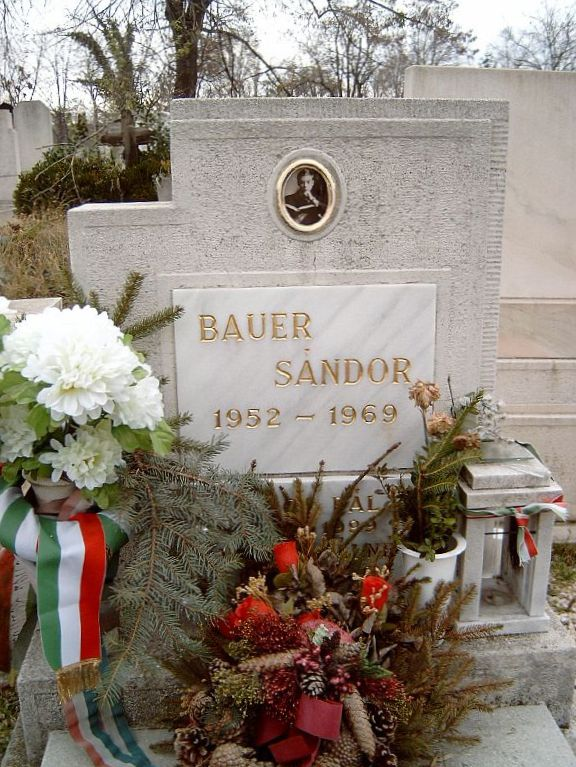
Hrob na hřbitově v Rákospalota

Sándor Bauer (maďarsky Bauer Sándor, 28. února 1952, Budapešť – 23. ledna 1969, Budapešť) byl maďarský učeň, který se 20. ledna 1969 upálil na protest proti sovětské okupaci a z lásky k maďarské vlasti. Byl inspirován činem Jana Palacha, jenž se odehrál čtyři dny předtím. K aktu došlo před vchodem do budapešťského Národního muzea. Ve vojenské nemocnici umíral další tři dny, následkům popálenin podlehl 23. ledna 1969.

## Biografie
Během Maďarského povstání na podzim roku 1956 zničily střely sovětských tanků byt jeho rodiny. Po základní škole byl z politických důvodů odmítnut ke studiu na střední lesnické škole a nastoupil do učebního oboru automechanik.
Po upálení Jana Palacha, který chtěl v lednu roku 1969 vyburcovat československý národ k aktivnímu odporu proti okupantům, následoval jeho činu. Před Národním muzeem v Budapešti se 20. ledna 1969 (ve stejný den jako Josef Hlavatý) polil benzínem a zapálil, celou dobu byl při vědomí. V rukou měl dvě maďarské vlajky. První pomoc mu poskytl procházející medik Sándor Bihari. Po transportu do vojenské nemocnice na něj byla uvalena prozatímní vazba. Tisk o události informoval krátkým sdělením až 22. ledna, nicméně o něm informoval jako o činu chorého jedince bez politického motivu. Na následky popálenin zemřel o den později.
Pohřeb na hřbitově Rákospalota se uskutečnil pod policejní kontrolou.
Jeho činem se nechal inspirovat sedmihradský Maďar Márton Moyses, který se na protest proti komunistické diktatuře v Maďarsku a v Rumunsku upálil dne 13. února 1970 před sídlem komunistické strany v Brašově.

## Citáty
| „                                    | Mé poselství zní: Bez ideálů člověk nežije, pouze přežívá ... Zvolil jsem si smrt upálením stejně jako ten československý mladík, který se upálil 16. na protest proti ruské okupaci. | “ |
| — S. Bauer spolužákovi J. Szilágyimu | |   |

| „                                        | Chtěl bych žít, ale v tuto chvíli potřebuje můj národ spíše mé mrtvé tělo spálené na troud. | “ |
| — dopis na rozloučenou S. Bauera rodičům |                                                                                             |   |

## Obdobné činy
Podobným způsobem protestovali:
- V Polsku Ryszard Siwiec
- V ČSSR Jan Palach, Jan Zajíc, Evžen Plocek, Bohumil Peroutka a další
- V Litevské SSR Romas Kalanta a Vytautas Vičiulis
- V Lotyšské SSR Elijahu Rips
- V Rumunsku Márton Moyses
- Na Ukrajině Oleksa Hirnyk, Vasyl Makuch
- Ve Španělsku Francisco Herranz